# Tahaa (comuna)
Tahaa é uma comuna da Polinésia Francesa, nas Ilhas de Sotavento, arquipélago da Sociedade. Estende-se por uma área de 88 km², com  5.003 habitantes, segundo os censos de 2007, com uma densidade de 57 hab/km².

Mapa topográfico das ilhas de Tahaa e Raiatea.